# Johann Jakob Schmauss
Johann Jacob Schmauss (Landau in der Pfalz, 10 marzo 1690 – Gottinga, 8 aprile 1757) è stato uno storico e giurista tedesco del XVIII secolo.

## Biografia
Johann Jakob Schmauss nacque nel 1690 a Landau. Dopo avere frequentato la scuola a Durlach e Stoccarda, studiò presso le università di Strasburgo e di Halle, dove subì l'influenza di Christian Thomasius e Nicolaus Hieronymus Gundling. Ottenne la sua abilitazione nel 1712, qualificandolosi come lettore di storia. In quel periodo Schmauss iniziò a pubblicare regolarmente riviste. 
Senza limitare la sua attività letteraria, nel 1721 entrò al servizio del Margraviato di Baden-Durlach, inizialmente come consigliere. Nel 1722 pubblicò il Corpus juris publici Germanici accademum, la prima chiara guida al diritto pubblico imperiale; il trattato ebbe sette edizioni entro il 1794.
Il 29 aprile 1734 Schmauss ricoprì la cattedra di diritto naturale (historiarum et juris naturae et gentium) a Gottinga. 
Dopo la morte di Johann Peter von Ludewig (1743), Schmauss fu nominato suo successore all'Università di Halle. A causa del ritardo nell'apertura dell'università e della mancanza di stipendio, insegnò brevemente a Lipsia, tuttavia nel 1744 tornò al suo precedente insegnamento a Gottinga, dove rimase fino alla sua morte nel 1757.

## Opere
- (LA)  Corpus juris publici Germanici academicum, Lipsia, 1722.
- (LA) Corpus iuris gentium academicum, Leipzig, Johann Gottlieb Gleditsch, 1730.
- (DE) Einleitung zu der Staats-Wissenschafft, vol. 1, Leipzig, Johann Friedrich Gleditsch, 1741.
- (LA)  Dissertationes juris naturalis quibus principia nom systematis hujus juris ex ipsis naturœ humanœ instinctibus extruendi proponuntur, Göttingen, 1742, in-8 °.
- (LA)  Compendium juris publici, 1746.
- (DE) Einleitung zu der Staats-Wissenschafft, vol. 2, Leipzig, Johann Friedrich Gleditsch, 1747.
- (DE) Neues Systema des Rechts der Natur, Göttingen, Abram Vandenhoects Wittwe, 1754.
  - (FR)  Nouveau système du droit de la nature, 1745, in-8 °, 1754.
- (DE) Unpartheyische Prufung des neuen Systematis des Rechts der Natur, Frankfurt am Main, 1755.
- (DE)  JJ Schmaußens akademische Reden und Vorlesungen über das Teutsche Staatsrecht, 1766 (postumo).